# Ізюмський район
Ізюмський район (Ізюмщина) — район в Україні, у південно-східній частині Харківської області, що був утворений 2020 року і межує з Донецькою та Луганською областями. Адміністративний центр — місто Ізюм. 
До складу району входять 8 територіальних громад.

## Географія
Площа – 5906,2 км². Населення – 172 130 осіб (2022)
Ізюмський район розташований на межі лісостепової та степової фізико-географічних зон, у перехідній зоні між Середньоруською височиною та Донбаським кряжем. Поверхня району хвиляста, з численними балками та річковими долинами. Середня висота над рівнем моря — близько 200 м.

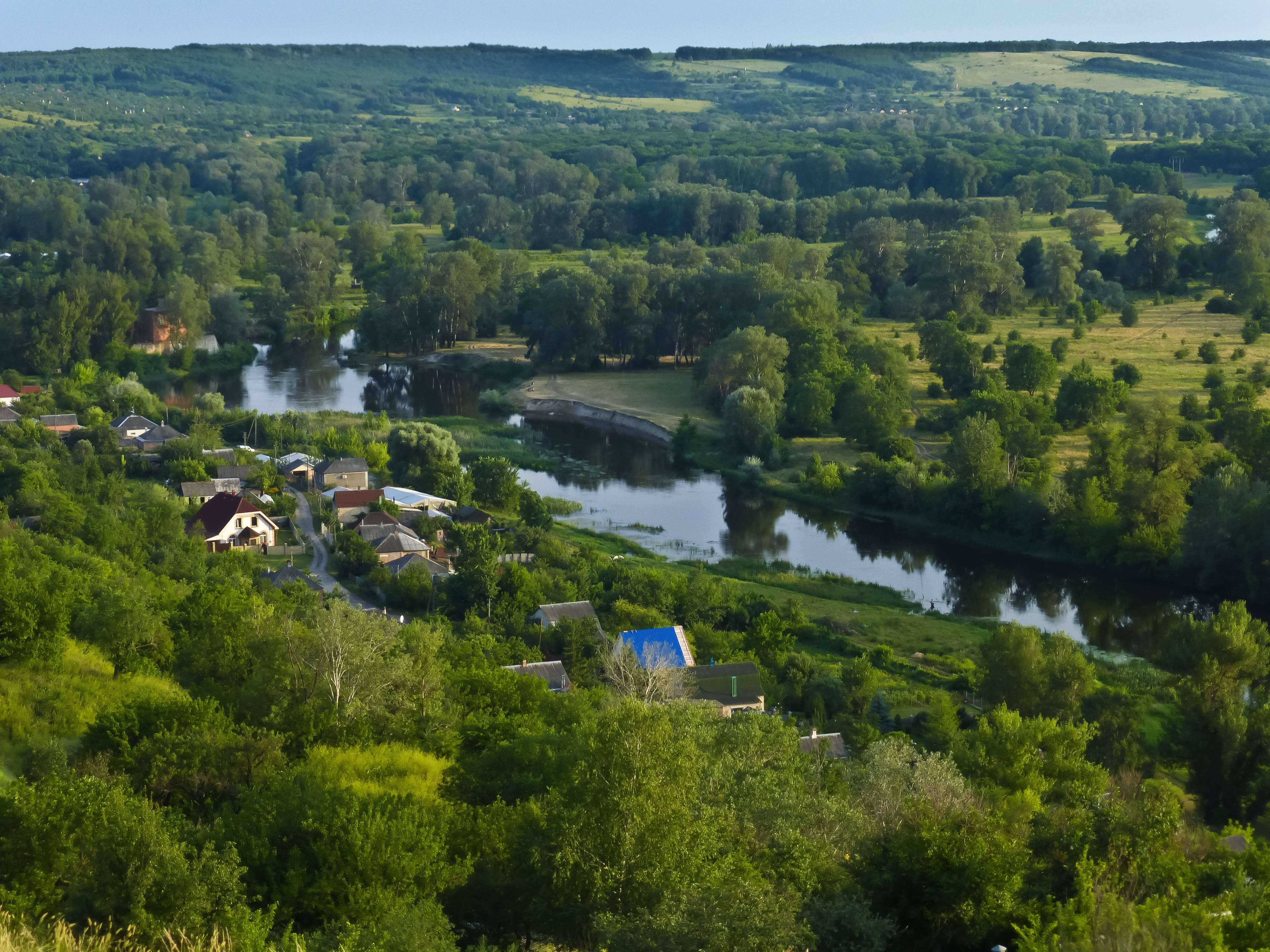
р. Сіверський Донець з гори Крем'янець

Основні річки району — Сіверський Донець, Оскіл, Грековка, Велика Камишуваха, Бахтин, Куньє, Сухий Ізюмець та Мокрий Ізюмець та інші. Через район протікає річка Сіверський Донець, яка двічі входить у межі району: на заході та в центрі, де впадає велика притока — Оскіл. У східній частині району розташоване Краснооскільське водосховище площею 1698 га. Загальна площа водного дзеркала ставків і озер становить 910 га.

## Історія
19 липня 2020 року утворено Ізюмський район згідно із Постановою Верховної Ради України № 807-IX від 17 липня 2020 року в рамках Адміністративно-територіальної реформи в Україні. До його складу увійшли: Ізюмська, Балаклійська, Барвінківська міські, Борівська, Донецька, Савинська селищні та Куньєвська і Оскільська сільські територіальні громади. 
25 жовтня 2020 року відбулися перші вибори Ізюмської районної ради  .
Раніше територія району входила до складу ліквідованих в той же час Ізюмського району (1923—2020), Балаклійського, Барвінківського, Борівського районів, а також міста обласного підпорядкування Ізюм.
Найглибші рани район отримав у ході повномасштабного вторгнення Росії в Україну у 2022 році. 

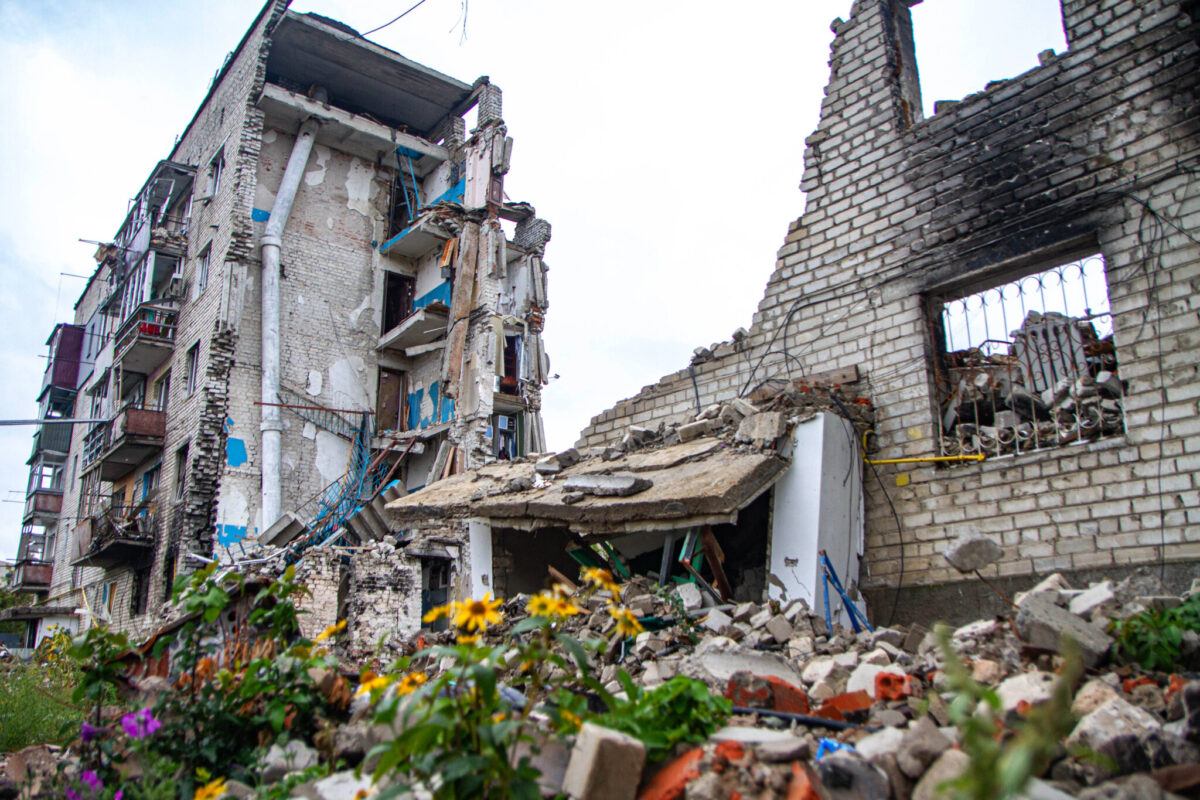
Зруйнований будинок в Ізюмі. 2022

У березні-квітні 2022 російські війська захопили Ізюм, Борову та Балаклію. Ізюм був стратегічно важливим пунктом для окупантів і перебував під контролем ворога до 10 вересня 2022. За цей час місто зазнало катастрофічних руйнувань, загинуло багато мирних жителів. Після звільнення було виявлено масові поховання, катівні, а рівень знищення інфраструктури сягав 80%.
Балаклія перебувала під окупацією з березня до 8 вересня 2022 року. У місті також виявили катівні, свідчення насильницьких зникнень та впровадження російських порядків, зокрема введення рубля. Місто було визволене ЗСУ в рамках блискавичної Харківської операції. З 2023 року 8 вересня офіційно відзначається як День міста Балаклія.

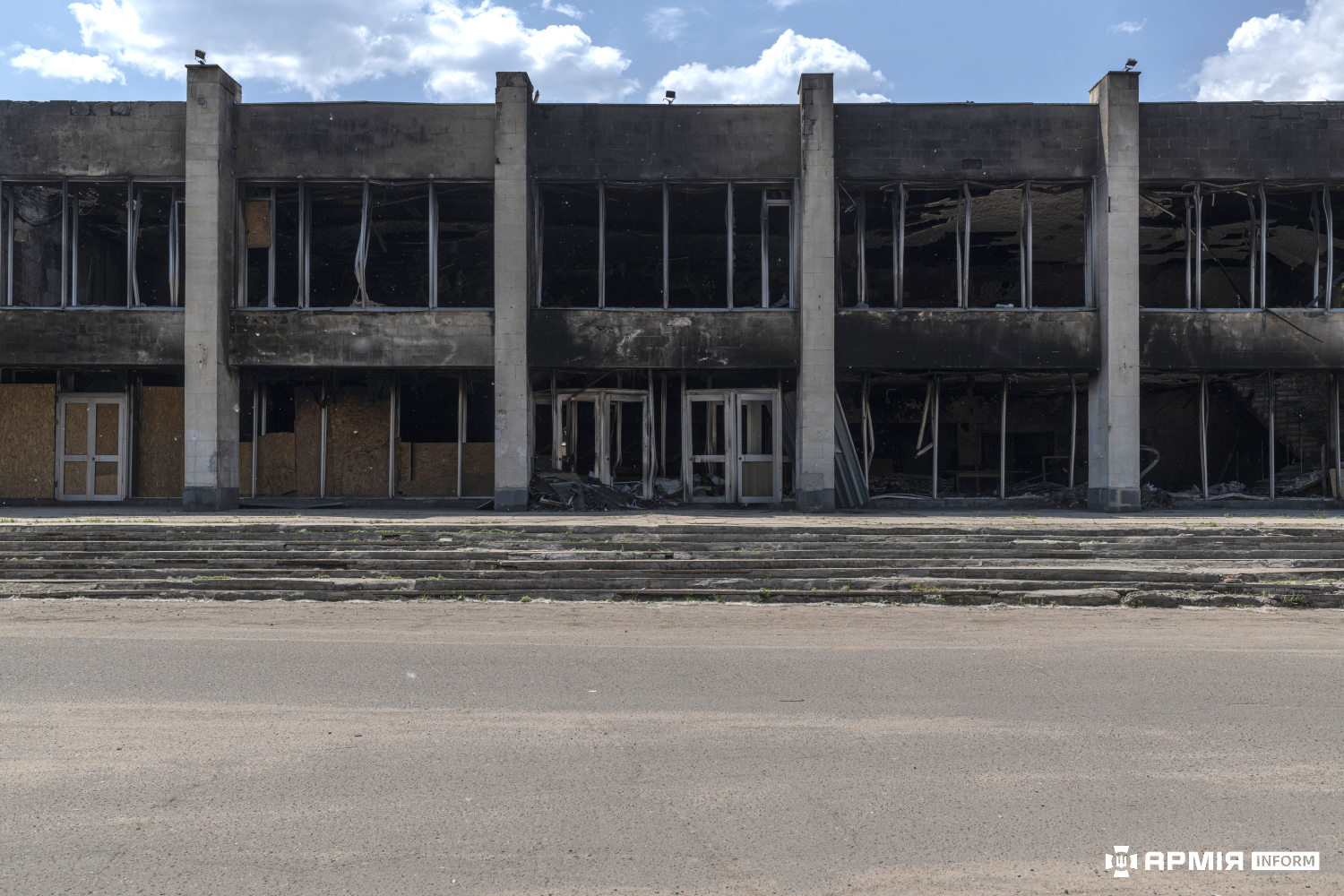
Будинок культури в Боровій після атаки росіян. 2024

Борова, як адміністративний і залізничний вузол, також зазнала окупації, була звільнена у вересні 2022 року. Там зафіксовано численні порушення прав людини, знищення інфраструктури й епізоди колабораціонізму.
Барвінкове, на відміну від інших, залишалося під контролем України, проте довгий час знаходилося під вогневим тиском, відіграючи роль гуманітарного та логістичного хабу для постачання військових і цивільних потреб на лінії фронту.
Після звільнення окупованих територій у вересні 2022 року весь Ізюмський район зіштовхнувся з проблемами масштабних руйнувань, мінної небезпеки, гуманітарної кризи та втрати населення. Проте громади району проявили високу стійкість і зараз активно працюють над відновленням життя, інфраструктури та пам’яті.

## Адміністративно-територіальний устрій
Район з 17 липня 2020 року ділиться на 8 територіальних громад, у тому числі 3 міських, 3 селищні та 2 сільські громади (у дужках — їхні адміністративні центри):
- Міські:

Ізюмська міська громада (місто Ізюм);
Балаклійська міська громада (місто Балаклія)
Барвінківська міська громада (місто Барвінкове)
- Селищні:

Борівська селищна громада (селище Борова),
Донецька селищна громада (селище Донець),
Савинська селищна громада (селище Савинці);
- Сільські:

Куньєвська сільська громада (село Куньє),
Оскільська сільска громада (село Оскіл),

## Економіка
Економіка Ізюмського району Харківської області характеризується різноманітними секторами, які зазнали значних змін внаслідок війни, але наразі демонструють тенденції до відновлення та розвитку.

###### Промисловість
До війни промисловість району базувалася на підприємствах машинобудування, приладобудування та харчової промисловості. Зокрема, Ізюмський приладобудівний завод, Ізюмський тепловозоремонтний завод та Ізюмський оптико-механічний завод були важливими роботодавцями. Однак, через бойові дії та окупацію, багато підприємств припинили свою діяльність або зазнали значних пошкоджень. В Балаклії такі підприємства як Балаклійський цементний завод – підприємство з виробництва портландцементу, клінкеру, шиферу, керамзиту та тротуарної плитки. Внаслідок бойових дій виробництво зупинено, і відновлення діяльності наразі економічно недоцільне через енергоємність технології. Завод сухих будівельних сумішей «Хенкель» – підприємство, яке до війни виробляло близько 15–20% продукції від усіх філій компанії в Україні. Після відновлення роботи на заводі були пошкоджені вузли обладнання та електроніка, що відповідає за виробничий процес. Балаклійський шиферний завод, Балаклійський ремонтний завод. Після деокупації в Барвінковому спостерігається поступове відновлення діяльності підприємств. Зокрема, відновлено роботу місцевих магазинів та торговельних точок. Також відновлено роботу деяких підприємств малого та середнього бізнесу. Зараз спостерігається поступове відновлення промисловості, зокрема в переробній галузі. Наприклад, у Савинській громаді кількість суб'єктів у переробній промисловості зросла з 8 на початок 2022 року до 9 на початок 2024 року

###### Сільське господарство
Сільське господарство залишалося основною галуззю економіки району. До війни в районі діяло 23 колгоспи, які обробляли понад 100 тис. га землі, зокрема вирощували зернові культури, цукрові буряки та соняшник, а також розвивали молочно-м'ясне тваринництво . Після деокупації територій спостерігається відновлення сільськогосподарської діяльності, зокрема завдяки підтримці міжнародних партнерів та державних програм.

###### Малий та середній бізнес
Після деокупації спостерігається зростання підприємницької активності. У Савинській громаді кількість суб'єктів господарювання зросла з 193 одиниць на початок 2022 року до 249 одиниць на початок 2024 року, що свідчить про позитивну динаміку розвитку підприємництва. Зокрема, зросла кількість фізичних осіб-підприємців (ФОП), що свідчить про відновлення торгівлі та послуг.

###### Соціальна сфера та інфраструктура
Внаслідок бойових дій було зруйновано значну частину інфраструктури, зокрема 17 тисяч будинків та об'єктів інфраструктури, а також 22 мости . Проте, після деокупації розпочато відновлення соціальних об'єктів, зокрема лікарень, шкіл та амбулаторій. У районі працюють чотири лікарні та всі амбулаторії, що забезпечує доступ до медичних послуг для населення.

## Транспорт
Ізюмський район є важливим транспортним вузлом, з наявністю залізничних станцій та автомобільних доріг, що забезпечують зв'язок з іншими регіонами України. Після деокупації відновлено транспортне сполучення, зокрема через відновлення зруйнованих мостів, що сприяє відновленню економічної активності в регіоні.

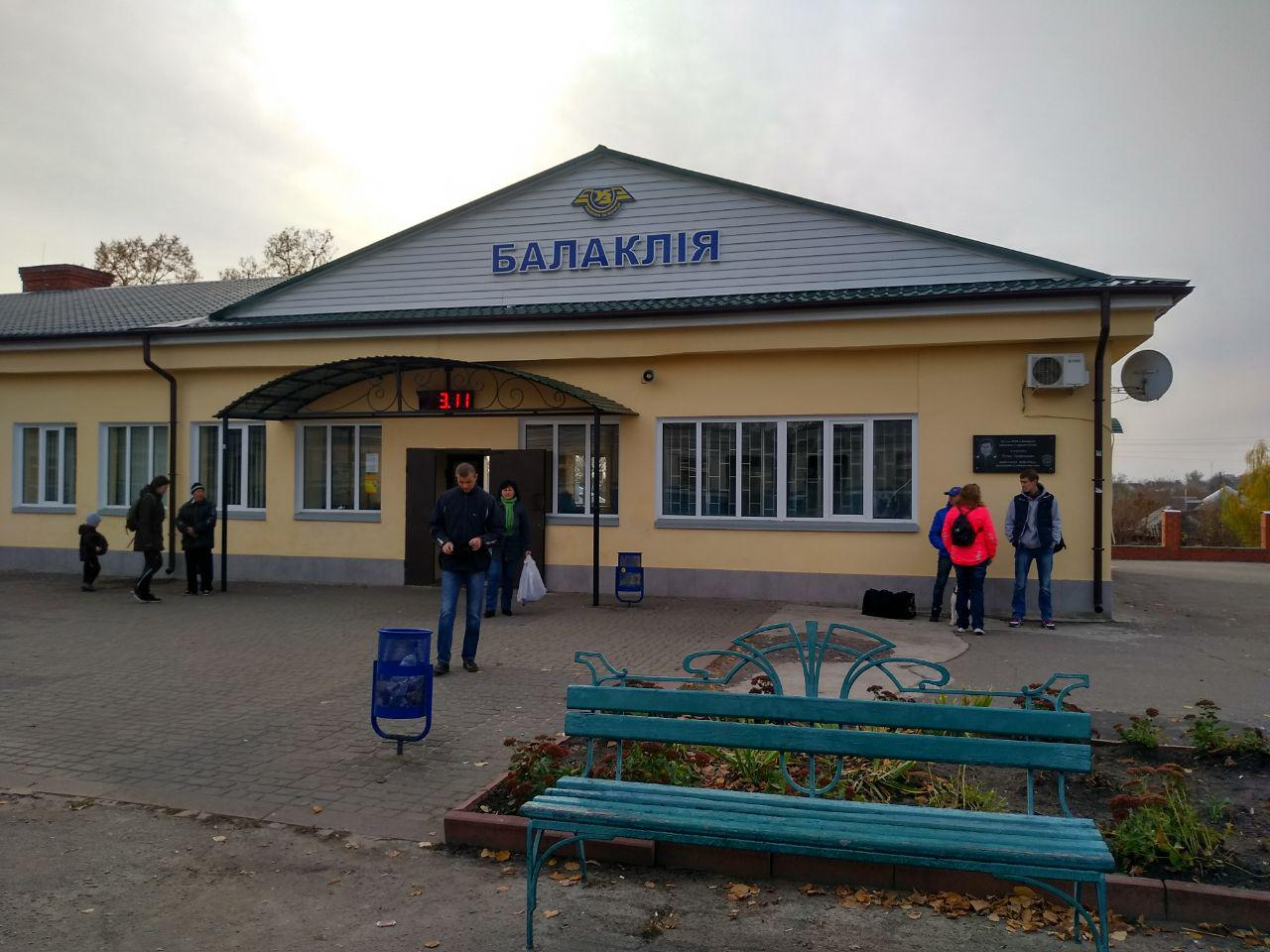
станція Балаклія

Через район проходить 3 залізничні лінії: Зміїв - Лиман (через Андріїву, Балаклію, Савинці, Ізюм), Лозова - Слов'янськ (через Барвінкове), Куп'янськ-Вузловий - Святогірськ (через Борову).
Автодороги, що проходять через район:
- Міжнародного значення

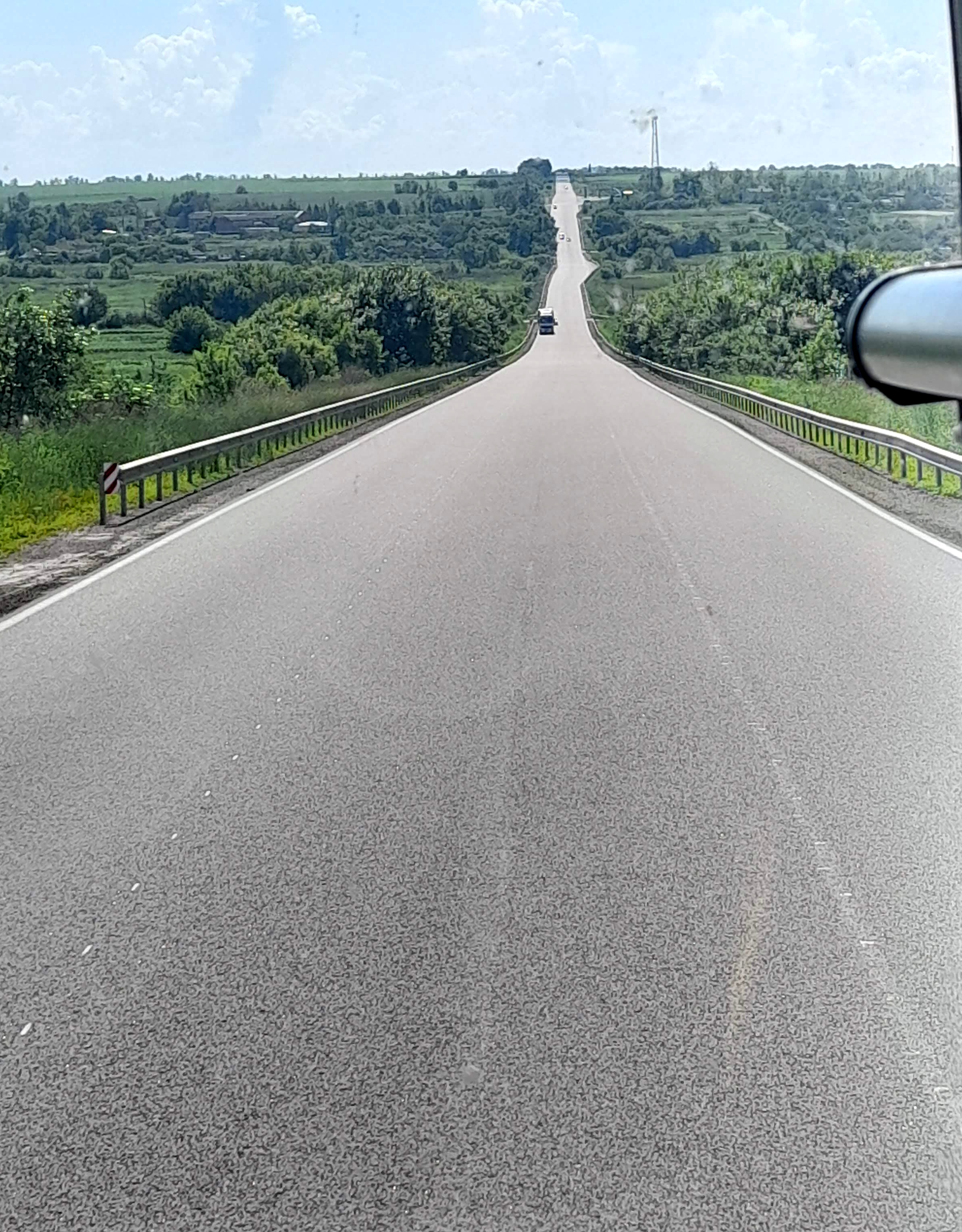
Дорога М 03 поблизу с. Волохів Яр

М 03 Київ — Харків — кпп Довжанський  (через район від с.Волохів Яр до с. Кам'янка).
- Регіонального значення

Р 78 Харків  — Гороховатка (через район від сел. Андріївка до с. Гороховатка)
Р 79 Сахновщина — Піски (через район від с. Мечебилове до с. Загризове).
- Територіального значення

Т 2110 Кегичівка — Шевченкове. (через район від с. Шебелинка до с. Волохів Яр);
Т 2115 Гусарівка — Грушуваха;
Т 2121 Лозова — Барвінкове (через район від сел. Малинівка до с. Велика Комишуваха);
Т 2122 Барвінкове — Ізюм.
Внаслідок бойових дій, викликаних російською агресією, частину інфраструктури доріг району було пошкоджено. Зокрема, було зруйновано мости та пошкоджено дорожні покриття у межах населених пунктів, через які проходять маршрути. Для забезпечення проїзду на цих ділянках було збудовано тимчасові переправи та проводяться ремонтні роботи.

## Культура

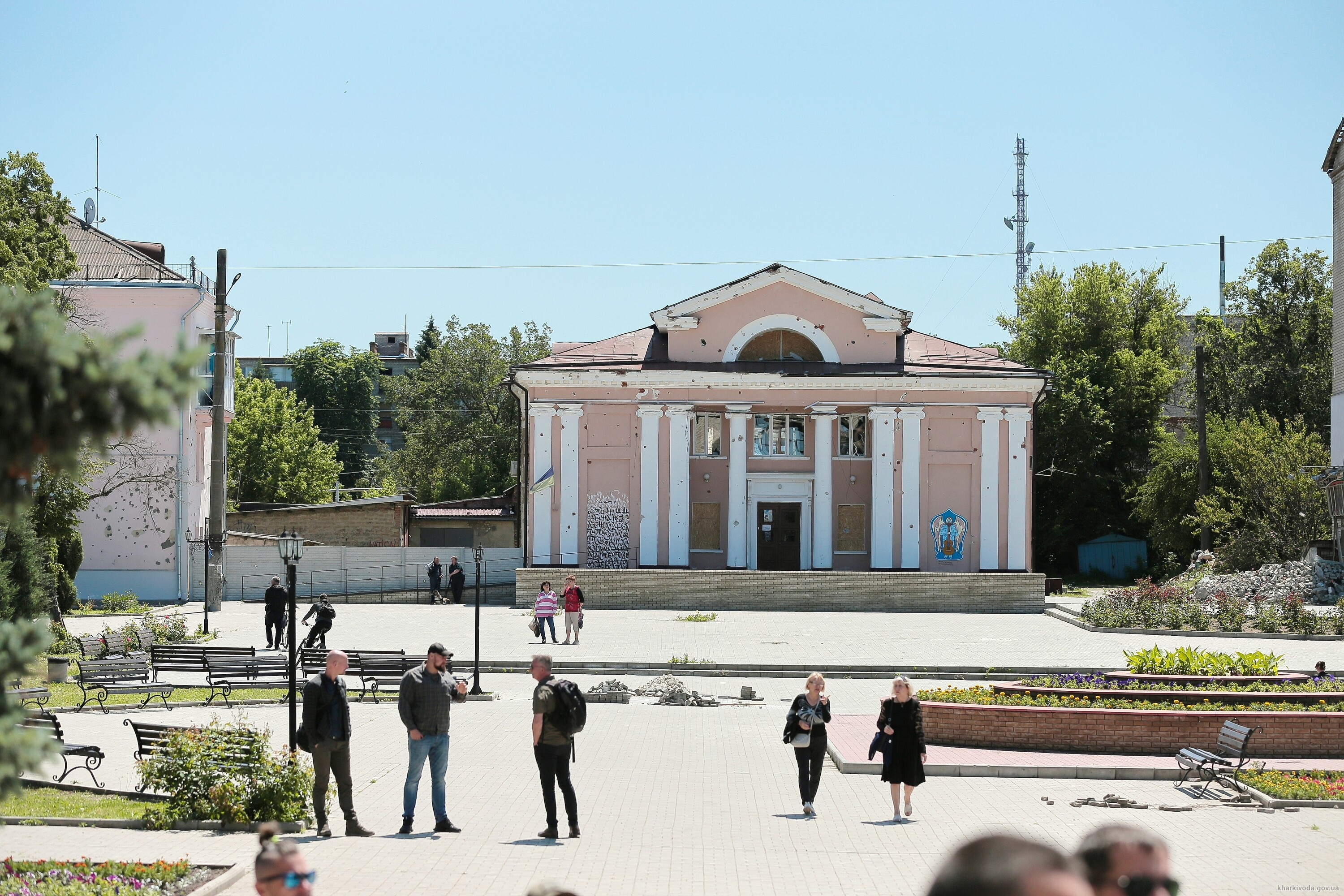
Культурний комплекс Спартак в м. Ізюм після деокупації

Культура Ізюмського району є багатою на традиції, звичаї та творчі надбання, що були сформовані на основі історичної спадщини, етнічного розмаїття та сучасних культурних процесів. Різноманітність національних груп, зокрема українців, росіян, татар, євреїв та інших, зробила значний вплив на розвиток культурних традицій цього регіону.

### 1. Традиційна культура та фольклор
Ізюмський район славиться своїми традиціями, що передаються з покоління в покоління. Однією з яскравих особливостей є фольклор — пісні, легенди, обряди, які були властиві як для сільських, так і для міських жителів.
- Ізюм, Балаклія, Барвінкове, Савинці та Борова мають багатий репертуар народних пісень, серед яких ліричні, обрядові пісні та жартівливі пісні, які виконуються під час святкувань, весіль, обжинків та інших місцевих свят.
- У Савинцях зберігаються традиції народної вишивки, особливо вишивка рушників та сорочок, що має глибоке коріння в місцевих звичаях.
- У Боровій відома традиція плетіння кошиків і виготовлення інших виробів з природних матеріалів, що є частиною її народних ремесел.
- Куньє та навколишні села мають свою унікальну природу, що є привабливою для тих, хто шукає спокійного відпочинку на природі. Місцеві жителі організовують екскурсії, проводять майстер-класи з традиційних ремесел, знайомлять гостей з особливостями місцевого життя.

### 2. Театр і музика
У районі активно розвивається аматорський театр, а також музичні колективи, які зберігають і популяризують традиційні народні жанри. У Ізюмі, Балаклії, Барвінковому, Савинцях та Боровій діють культурні заклади, зокрема будинки культури, де проводяться: концерти, вистави, святкові заходи.
У Савинцях функціонує аматорський народний ансамбль пісні та танцю, що регулярно бере участь у обласних та всеукраїнських конкурсах, презентуючи місцеву культуру. У Боровій активно працює хоровий колектив, який також активно виступає на місцевих святах і заходах.

### 3. Музеї та історичні пам’ятки

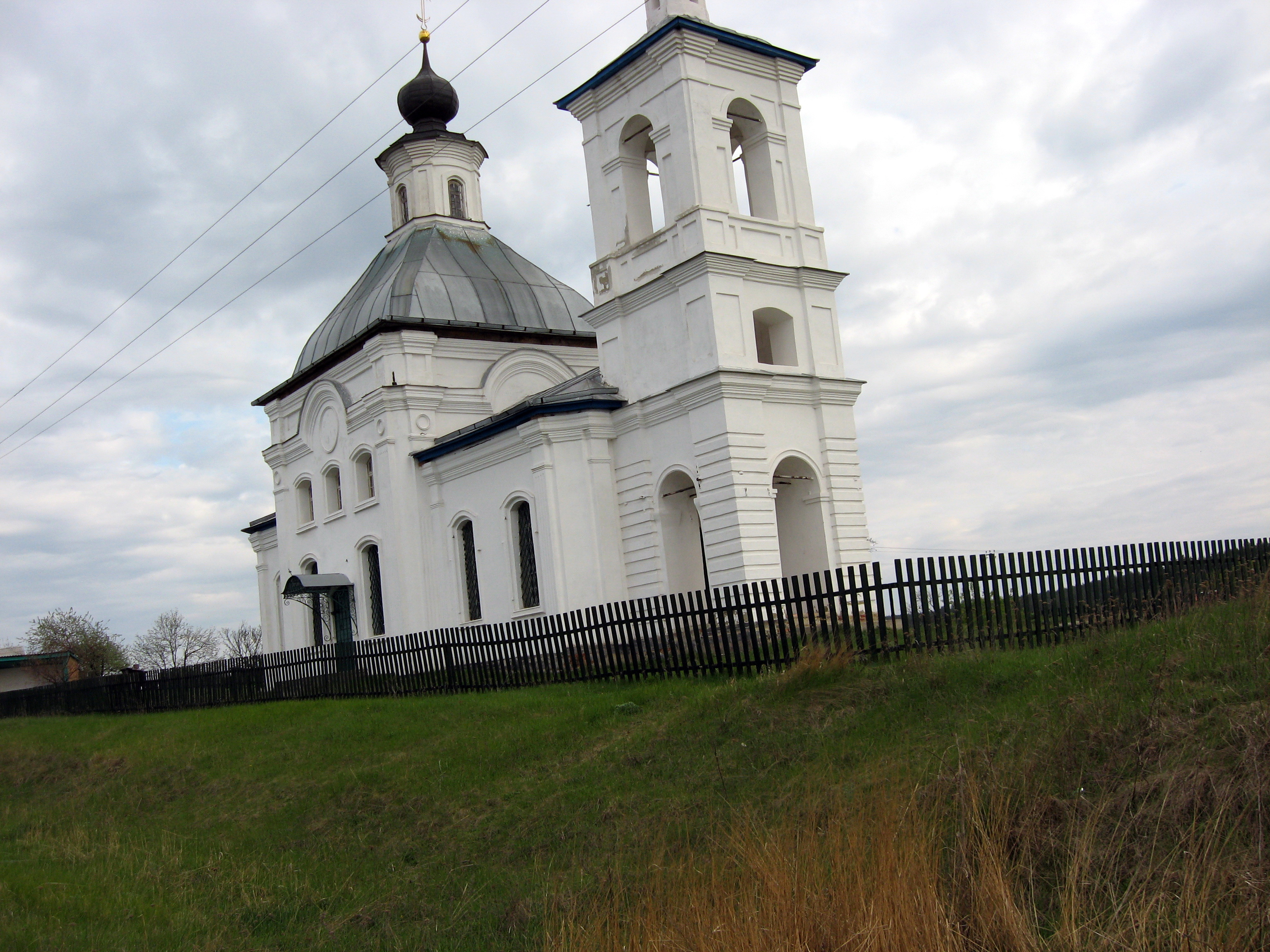
Церква в с. Іванівка

Культура Ізюмського району тісно пов'язана з його історичними пам’ятками та музеями. У районі збереглися численні архітектурні споруди, які мають велике значення для української культурної спадщини:
- Ізюм: місто, яке має багатий історичний контекст. залишки Ізюмської фортеці — одна з найстаріших архітектурних пам'яток, яка була збудована ще в XVII столітті.

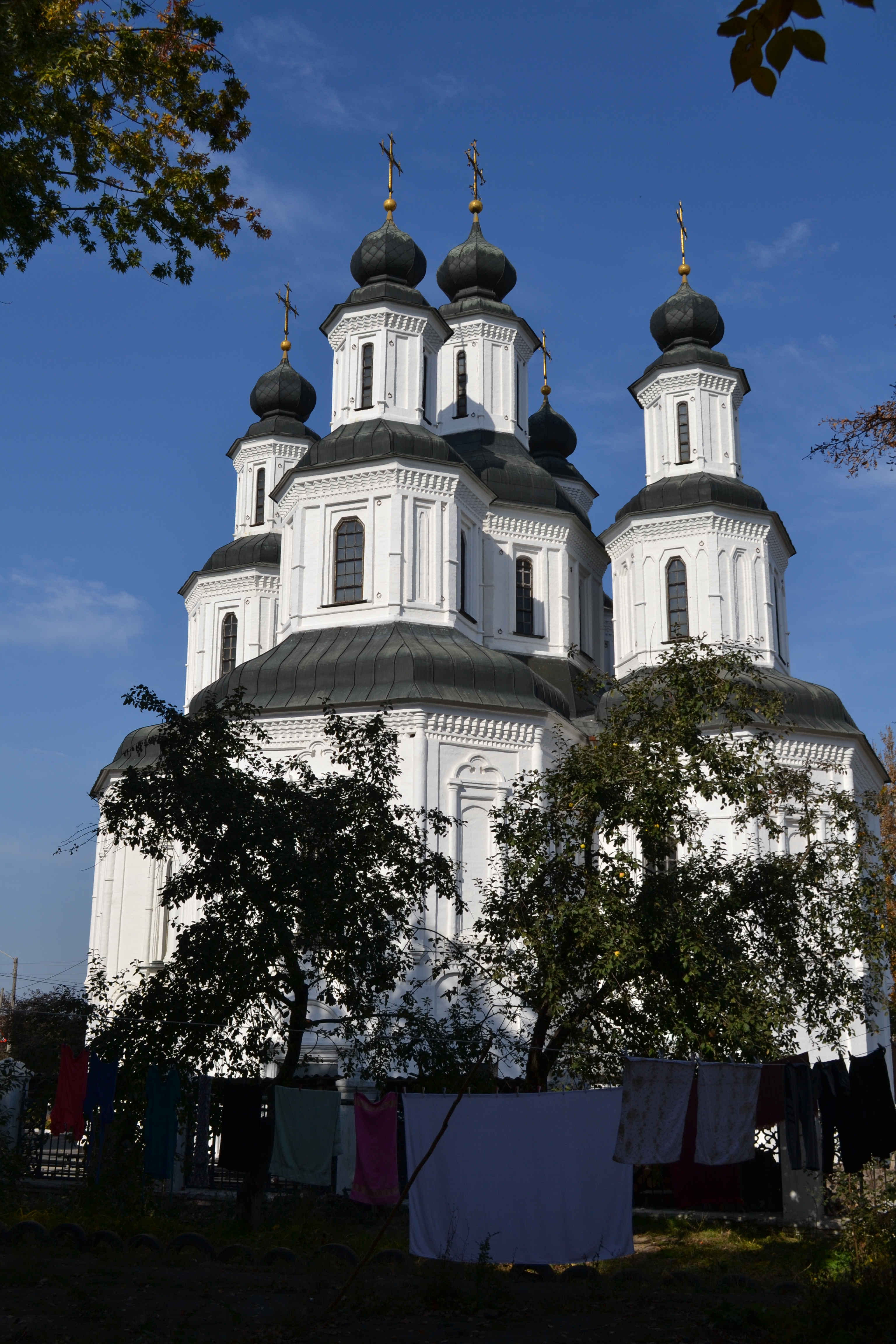
Спасо-Преображенський собор. Ізюм

- Спасо-Преображенський собор. ІзюмВ Ізюмі також діє Ізюмський історико-краєзнавчий музей, де зберігаються матеріали, що висвітлюють історію, культуру та традиції регіону.[19]
- Балаклія відома своєю архітектурною спадщиною, а також музеєм місцевого краєзнавства, який знайомить відвідувачів із історією та культурою регіону.
- У Боровій є пам'ятка архітектури — Костел святого Петра і Павла, що є одним з важливих символів культурної спадщини району.
- Савинці славляться своєю сільською церквою, яка була побудована ще в XIX столітті і є яскравим прикладом народної архітектури.

### 4. Мистецтво і творчість
Культура району багата на творчість місцевих художників, скульпторів та майстрів декоративно-ужиткового мистецтва. В Ізюмі, Балаклії, Барвінковому, Савинцях та Боровій є кілька художніх студій, де працюють місцеві митці.
- Савинці славляться своєю різьбою по дереву та створенням народних інструментів.
- У Боровій активно розвиваються традиції ткацтва та виготовлення килимів, що передаються з покоління в покоління.
- В Ізюмі та Барвінковому проходять виставки народного мистецтва, що дозволяє популяризувати роботи місцевих майстрів та сприяє збереженню національних традицій.

### 6. Телебачення та радіо
До війни в Ізюмському районі працювали кілька місцевих телерадіокомпаній, які охоплювали не лише місто Ізюм, а й навколишні села та міста.
- Ізюмська місцева телерадіокомпанія: одне з основних джерел місцевих новин, культурних програм та соціальних репортажів. Після початку бойових дій частина телевізійного обладнання була пошкоджена, але станом на 2023-2024 рік, багато з цих компаній відновили свою роботу, переважно завдяки підтримці державних органів та міжнародних фондів.[20]
- Радіо Ізюм та місцеві радіостанції активно працюють, транслюючи новини, музику та програми, що допомагають підтримувати моральний дух місцевих мешканців.

У таких містах, як Балаклія, Барвінкове та Борова, є локальні радіостанції, що забезпечують інформаційний потік, хоча більшість з них зазнали пошкоджень через бойові дії.

### 7. Інтернет-ресурси та соціальні мережі
Інтернет-ЗМІ стали одним з найважливіших джерел інформації для мешканців Ізюмського району, особливо в умовах війни та обмежень на традиційні засоби масової інформації. Місцеві новини активно публікуються на соціальних мережах, таких як Facebook, Viber, Telegram та Instagram, а також на сайтах місцевих медіа.
- Ізюмський портал новин: онлайн-платформи, які відновили свою діяльність після деокупації, продовжують висвітлювати не лише політичні події, але й гуманітарні, культурні та соціальні ініціативи. Вони стали важливим інструментом для обміну інформацією між місцевими жителями та громадами.
- Telegram-канали та групи, які часто створюються для швидкого поширення новин та обміну важливою інформацією, стали основним каналом комунікації для мешканців.

Також активно використовуються сайти місцевих рад та об'єднаних територіальних громад для публікації офіційних повідомлень, гуманітарної допомоги, анонсів культурних та соціальних подій.

### 8. Газети та друковані видання
До війни на території Ізюмського району видавалися кілька місцевих газет. Однак через бойові дії та окупацію території, багато з цих видань припинили свою діяльність. Після звільнення територій відновлюється діяльність друкованих ЗМІ.
- Газета «Обрії Ізюмщини» була основним виданням у Ізюмі, яке висвітлювало новини регіону, культурні події та соціальні питання. Після деокупації газета відновила свою діяльність у електронному форматі, і планується випуск паперової версії.[23]
- У містах Балаклія та Барвінкове також були місцеві друковані видання, але їх робота була значно ускладнена під час бойових дій.

## Відомі особи
- Аверін Всеволод Григорович — український радянський художник-графік.
- Барвінок Іван — отаман Війська Запорозького Низового, засновник міста Барвінкове.
- Бучек Порфирій Андрійович — полковник армії УНР.
- Вакуленко Володимир Володимирович — український прозаїк, поет, перекладач.
- Васильківський Сергій Іванович — український живописець, пейзажист, баталіст.
- Гончаренко Сергій Валерійович — український військовослужбовець, учасник російсько-української війни, нагороджений орденом «За мужність» III ступеня.
- Грецов (Греців) Сергій Сергійович — старшина Дієвої Армії УНР.
- Гуртов Олексій Анатолійович — підполковник (посмертно) Збройних сил України.
- Данилевський Григорій Петрович — український російськомовний письменник та публіцист, чиновник, мандрівник, етнограф, історик.
- Дукин Микола Володимирович — український письменник, перекладач доби Розстріляного Відродження, жертва сталінських репресій.
- Кобицький Сергій Леонідович — солдат Збройних сил України.
- Кулаков Денис Єрмилович — український футболіст, виступав за юнацькі, молодіжні та національну збірні України з футболу.
- Курбатов Станіслав Вікторович — старший солдат Збройних сил України, учасник російсько-української війни.
- Макогон Іван Васильович — український скульптор, народний художник України.
- Мірошниченко Тетяна Кузьмівна — українська актриса, народна артистка УРСР.
- Перевозник Петро Артемович — український архітектор, заслужений архітектор України.
- Петренко Михайло Миколайович — український поет Харківської школи романтиків.
- Петрусенко Оксана Андріївна — виконавиця українських народних пісень та романсів.
- Раєвська-Іванова Марія Дмитрівна — українська мисткиня-художниця та педагог, перша жінка в Російській імперії, якій Петербурзька академія мистецтв надала звання художника.
- Сегеда Сергій Петрович — український антрополог та етнолог, доктор історичних наук, професор.
- Фомічевський Григорій — підполковник Армії УНР.
- Яровий Степан Калинович — український живописець, пейзажист.